# Commander Tom
Commander Tom (eigentlich Thomas Weyer; * 29. August 1962; † 9. Juni 2022 in der Nähe von Kehl) war ein deutscher Techno-Produzent und DJ.

## Werdegang
In den 1980er Jahren war Thomas Tom Weyer als DJ tätig, zunächst in der damals beliebten Diskothek „Trianon“ in Ötigheim bei Rastatt, Baden-Württemberg. Von dessen Besitzer soll er als „Commander an Bord seiner Diskothek“ bezeichnet worden sein, daher der Spitzname „Commander Tom“. Danach wechselte er in Roland Kopfs „Drops SuperDisco“ in Kehl/Goldscheuer (Baden-Württemberg) und dem dazugehörigen „Radio Drops“, in den 1990er Jahren auch in der Diskothek „Rheinpark“ in Germersheim (Rheinland-Pfalz). Er war dort einer der angesagtesten DJs für Black Music, tendierte aber mit der aufkeimenden Techno-Bewegung hin zu härteren Rhythmen.
Seit der Gründung des zur Neckargemünder Undercover Music Group (UCMG) gehörigen Labels Noom Records im Juli 1993 war er als A&R-Director für die Produktion und Auswahl der Veröffentlichungen verantwortlich und traf mit der Mischung aus Hard Trance und Acid Techno den Nerv der Szene. Noom 06 (als „Tom de Luxe“) wurde zu einer der bestverkauften Platten ihrer Zeit und wurde gleichermaßen in Szene-Clubs wie auch in Diskotheken gespielt. Seine erste eigene Produktion (zusammen mit DJ Peter Pan) Are am Eye erschien als Noom 13 und verhalf ihm zu weltweitem Durchbruch. Seither produzierte er unter verschiedenen Pseudonymen wie Chef New Yorker, Nexus 6, Phan-Tom, Tom De Luxe und Toronto. Außerdem war er Bestandteil der Formationen Der Tanzbefehl, The Freaquez, König Deluxe und Mandala und hatte Auftritte bei Großanlässen wie Energy (1992 bis 1996), Tribal Gathering und nahezu allen Loveparades.
Ab 2001 erschien eine Remix-Reihe von Are am Eye auf Pulsive, mit der Commander Tom Platz 1 der nationalen Dance-Charts erreichte.
Ende 2004 schaffte er dann mit Attention den Sprung auf die #1 der deutschen Club Charts und wurde zudem beim englischen Label „Ministry of Sound“ unter Vertrag genommen. In den englischen Verkaufscharts erreichte er mit dem Hit auf Anhieb #23.